# 岡庭博
岡庭 博（おかにわ ひろし、1912年11月30日 - 2004年2月20日）は、日本の実業家、経営学者。日本興業銀行勤務を経て、三光汽船の代表取締役、会長を務めた。大阪産業大学名誉教授、経済学博士。
長男は評論家の岡庭昇。

## 経歴
兵庫県神戸市出身。姫路高等学校を経て、1935年に九州帝国大学法文学部に入学。在学中に高等文官試験に合格したが、官僚への道には進まず、卒業後、日本興業銀行に入行。調査部に配置され、大阪支店に勤務した。

### 三光汽船に入社
1943年、姫路高校の先輩である河本敏夫に乞われて、三光汽船に取締役として入社。三光汽船の番頭格として河本を補佐し、財務担当役員として活躍した。
1949年、河本が第24回衆議院議員総選挙に兵庫県第4区から出馬し当選。以後、河本が衆議院議員としての活動が多忙をきわめる中で、岡庭が実務面全般を取り仕切る事となる。その後1960年に常務・1962年に専務となり、1963年の海運集約に参加しないことで政府の統制を受けない自由度の高さからタンカーなどの大型船の拡充に力を入れた。更に1971年からは株式の時価発行や第三者割当増資を繰り返して多額の資金調達を行い、大々的に船腹を増強・同社を世界でも有数の海運会社へと成長させた。一方で社業の傍ら大阪産業大学教授を務め、海運経営や企業財務を講じている。
1974年には代表取締役副会長に昇進、さらに1981年には会長となって経営手腕を発揮したが、世界的な海運不況の煽りをうけ、三光汽船の経営は悪化し、1982年3月期決算は最終利益が黒字になったものの、翌年から3期連続の赤字となり1985年初頭には同社の株価は100円を割るようになる。
1985年8月13日、三光汽船は5200億円の負債を抱え会社更生法の適用を申請し倒産。翌年には会長を退任し、その後は海運史の著述に専念する。
2004年2月20日、脳腫瘍の為、91歳で死去。

## 著書
- 鉄鉱石輸送と鉱石専用船（1958年）
- 日本海運金融発達史（1959年）
- オーナーと呼ばれる海運企業（1961年）
- 海運の経営（1963年）
- 海運産業構造の研究（1964年）
- 企業者精神（1967年）
- 観光論概要（1969年）
- 日本における海運の研究（1970年）
- 日本経済はどうなるのか（1974年）
- 岡庭博の経営説法（1975年）
- 不況期の株式投資（1975年）
- さらりーまんの本（1976年）
- 戦史に学ぶ経営戦略（1977年）
- 株式投資で成功する法（1978年）
- 海運成長の理論（1978年）
- 武将に学ぶ経営戦略（1979年）
- 企業史に学ぶ経営戦略（1979年）
- 歴史に学ぶ経営者像（1980年）
- 海上商人の足跡―冒険商人やら海賊やら（1983年）
- 海運の概要―その新しい考え方と見方（1983年）
- 近代海運の航跡―汽船海運の競争と苦難（1985年）
- 新訂 海運の概要―その新しい考え方と見方（1986年）